# ستيفن ر. لورينز
ستيفن ر. لورينز (بالإنجليزية: Stephen R. Lorenz)‏ هو ضابط أمريكي، ولد في 1950.